# Piotr Jakir
Piotr Ionowicz Jakir (ros. Пётр Ио́нович Яки́р; ur. 20 stycznia 1923 w Kijowie, zm. 14 listopada 1982 w Moskwie) – radziecki dysydent, historyk z wykształcenia.

## Życiorys
Był synem wysokiego dowódcy wojskowego Iony Jakira. Ostatnie lata dzieciństwa i pierwsze lata dorosłego życia Piotr Jakir spędził w więzieniu. Współpracował z biuletynem „Kronika Wydarzeń Bieżących” . Wiosną 1969 roku razem z Wiktorem Krasinem odegrał główną rolę w tworzeniu Grupy Inicjatywnej na rzecz Obrony Praw Człowieka w ZSRR. Prześladowany latami przez system sowiecki Jakir był bliski załamania psychicznego i popadł w nałóg alkoholizmu. Zmarł w wieku 59 lat, a przyczyną przedwczesnej śmierci był zaawansowany alkoholizm.